# ファントム・アンティクライスト
『ファントム・アンティクライスト』（Phantom Antichrist）は、2012年にドイツのスラッシュメタルバンドクリーターが発表したスタジオアルバムである。

## 概要
前作『ホーデス・オブ・ケイオス』から3年振りに発表され、バンドにとっては通算13枚目のフルアルバムとなる。米ビルボード200では130位にランクインし、バンド最高の成績を残した（それまでは前作で記録した165位が最高）。

## 収録曲

### ディスク1 (CD)
| 全作詞・作曲: ミレ・ペトロッツァ、全編曲: クリーター。 |                                                                               |                    |                    |      |
| #                                                      | タイトル                                                                      | 作詞               | 作曲・編曲         | 時間 |
| 1.                                                     | 「マーズ・マントラ - Mars Mantra」(インストゥメンタル)                        | ミレ・ペトロッツァ | ミレ・ペトロッツァ | 1:18 |
| 2.                                                     | 「ファントム・アンティクライスト - Phantom Antichrist」                       | ミレ・ペトロッツァ | ミレ・ペトロッツァ | 4:31 |
| 3.                                                     | 「デス・トゥ・ザ・ワールド - Death to the World」                             | ミレ・ペトロッツァ | ミレ・ペトロッツァ | 4:53 |
| 4.                                                     | 「フロム・フラッド・イントゥ・ファイア - From Flood Into Fire」               | ミレ・ペトロッツァ | ミレ・ペトロッツァ | 5:26 |
| 5.                                                     | 「シヴィライゼーション・コラプス - Civilisation Collapse」                    | ミレ・ペトロッツァ | ミレ・ペトロッツァ | 4:13 |
| 6.                                                     | 「ユナイテッド・イン・ヘイト - United in Hate」                               | ミレ・ペトロッツァ | ミレ・ペトロッツァ | 4:31 |
| 7.                                                     | 「ザ・フュー、ザ・プラウド、ザ・ブロークン - The Few, the Proud, the Broken」 | ミレ・ペトロッツァ | ミレ・ペトロッツァ | 4:37 |
| 8.                                                     | 「ユア・ヘヴン、マイ・ヘル - Your Heaven in my Hell」                         | ミレ・ペトロッツァ | ミレ・ペトロッツァ | 5:53 |
| 9.                                                     | 「ヴィクトリー・ウィル・カム - Victory Will Come」                            | ミレ・ペトロッツァ | ミレ・ペトロッツァ | 4:19 |
| 10.                                                    | 「アンティル・アワ・パス・クロス・アゲイン - Until our Paths Cross Again」    | ミレ・ペトロッツァ | ミレ・ペトロッツァ | 5:49 |
| 11.                                                    | 「アイアン・デスティニー - Iron Destiny」                                     | ミレ・ペトロッツァ | ミレ・ペトロッツァ | 4:31 |
| 合計時間:                                              | 合計時間:                                                                     | 49:57              |                    |      |

### ディスク2 (DVD)
(DVD付仕様のみ)
- コンクァラーズ・オブ・ジ・アイス - ザ・メイキング・オブ・ファントム・アンティクライスト Conquerers of the Ice - The Making of Phantom Antichrist
本作の制作ドキュメント
- ハーヴェスティング・ザ・グレイプス・オブ・ホラー - Harvesting the Grapes of Horror
ヴァッケン・オープン・エア2011及び2008の模様を収録したライヴ映像

| #   | タイトル | 作詞 | 作曲・編曲 |
| --- | --- | ---- | ---------- |
| 1.  | 「クワイア・オブ・ザ・ダムド - Choir of the Damned」(2011)                                                   |      |            |
| 2.  | 「ホーズ・オブ・ケイオス - Hordes of Chaos (A Necrologue for the Elite)」(2011)                              |      |            |
| 3.  | 「wウォー・カース - War Curse」(2011)                                                                        |      |            |
| 4.  | 「コウマ・オブ・ソウルズ / エンドレス・ペイン - Coma of Souls / Endless Pain」(2011)                         |      |            |
| 5.  | 「プレジャー・トゥ・キル - Pleasure to Kill」(2011)                                                          |      |            |
| 6.  | 「デストロイト・ワット・デストロイズ・ユー - Destroy What Destroys You」(2011)                               |      |            |
| 7.  | 「ザ・ペイトリアーク - The Patriarch」(2008)                                                                 |      |            |
| 8.  | 「ヴァイオレント・レヴォリューション - Violent Revolution」(2008)                                            |      |            |
| 9.  | 「ピープル・オブ・ザ・ライ - People of the Lie」(2008)                                                       |      |            |
| 10. | 「ヨーロッパ・アフター・ザ・ペイン - Europe after the Rain」(2008)                                           |      |            |
| 11. | 「フォビア - Phobia」(2011)                                                                                  |      |            |
| 12. | 「テリブル・サテインティ / リコンカリング・ザ・ソーン - Terrible Certainty / Reconquering the Throne」(2011) |      |            |
| 13. | 「フラッグ・オブ・ヘイト / トーメンター - Flag of Hate / Tormentor」(2011)                                   |      |            |

## 演奏者
- ミレ・ペトロッツァ - ギター、ボーカル
- サミ･ウリ･シルニヨ - ギター、アコースティック・ギター、バック・ボーカル
- クリスチャン・ギースラー - ベース
- ヴェンター - ドラムス